# Retrorsirostra
Retrorsirostra ou Retrosirostra é um gênero de braquiópodes (classe Rhynchonellata), da extinta ordem Ortida. integrante da familia Plaesiomyidae. A única espécie do gênero é Retrosirostra carleyi, sendo uma espécie de braquiópedes articulados. Viveram no período Ordoviciano, entre 461 milhões de anos e 443 milhões de anos atrás.

## Pesquisadores
Tinha sido descrito em 1860 por Hall como Retrorsirostra carley, mais tarde por Clarke em 1892 junto com Hall. Foi redescrito como Dinorthis carleyi em 1930 por Wolford, porém continuaram sendo descritos por Schuchert e Cooper em 1931.
Outros pesquisadores que analisaram e descreveram o gênero: Williams et al, Woodward, Cavalier-Smith e Gröbben